# Partito Socialista dei Paesi Baschi-Euskadiko Ezkerra
Il Partito Socialista dei Paesi Baschi-Euskadiko Ezkerra (in basco Euskadiko Alderdi Sozialista-Euskadiko Ezkerra, in spagnolo Partido Socialista de Euskadi-Euskadiko Ezkerra, PSE-EE o PSE-EE (PSOE)) è un partito politico basco di centro-sinistra, federazione locale del Partito Socialista Operaio Spagnolo. È nato nel 1993 dalla fusione del Partito Socialista dei Paesi Baschi (PSE) con Euskadiko Ezkerra (Sinistra Basca, EE).

## Storia
Gruppi socialisti erano già attivi nei Paesi Baschi a partire dal 1886, molti dei quali affiliati al PSOE. Nonostante ciò, il Partito Socialista dei Paesi Baschi (PSE-PSOE) nacque solo nel 1977, in seguito alla Transizione spagnola. Inizialmente era concepito come federazione del PSOE per le comunità autonoma dei Paesi Baschi e della Navarra, territori che formano Euskal Herria secondo il nazionalismo basco, ma nel 1982 i socialisti navarresi si staccarono per formare il Partito Socialista di Navarra (PSN-PSOE).
Nel 1991 Ramón Jáuregui, l'allora segretario del PSE-PSOE, e Mario Onaindia, segretario di Euskadiko Ezkerra, un partito di sinistra legato al nazionalismo basco, diedero inizio a una stretta alleanza fra i due partiti. Questa culminò nel 1993 con la fusione fra i due e la creazione del PSE-EE, con l'obiettivo di avere maggiore forza alle elezioni regionali del 1993. Alcuni membri di Euskadiko Ezkerra, contrari alla fusione, si staccarono per formare il partito Euskal Ezkerra.

## Direzione del partito

### Organizzazione
- Congresso (Kongresua, Congreso): la massima autorità del partito, formata da delegati delle associazioni locali. Elegge il segretario generale e la Commissione Esecutiva. Attualmente ne sono stati celebrati nove, l'ultimo dei quali il 20 e il 21 novembre 2021.
- Commissione Esecutiva (Batzorde Betearazlea, Comisión Ejecutiva): la direzione del partito, sotto la guida del segretario generale.
- Comitato Nazionale (Batzorde Nazionala, Comité Nacional): la massima autorità del partito quando non si celebra un Congresso.
- Associazione provinciale (Probintziako taldea, Agrupación provincial): una per ogni provincia basca (Álava, Biscaglia e Gipuzkoa).
- Associazioni locali: le delegazioni del partito presenti in ogni comune o quartiere (nelle città più importanti). Hanno sede nella "Casa del Popolo" (Herriko Etxea, Casa del Pueblo).

### Segretari generali
| Segretario generale                      | Periodo          |
| ---------------------------------------- | ---------------- |
| Ramón Jáuregui                           | 1990–1998        |
| Nicolás Redondo Terreros                 | 1998–2001        |
| Commissione di gestione (Ramón Jáuregui) | 2001–2002        |
| Patxi López                              | 2002–2014        |
| Idoia Mendia                             | 2014–2021        |
| Eneko Andueza                            | 2021 – in carica |

## Risultati elettorali

### Parlamento basco
| Parlamento basco |         |        |           |         |     |                 |                                           |
| Elezioni         | Voti    | %      | Posizione | Seggi   | +/– | Candidato       | Ruolo nella legislatura                   |
| 1980             | 130.221 | 14,16% | 3°        | 9 / 60  | —   | Txiki Benegas   | Opposizione                               |
| 1984             | 247.786 | 22,96% | 2°        | 19 / 75 | 10  | Txiki Benegas   | Opposizione (1984–1985)                   |
| 1984             | 247.786 | 22,96% | 2°        | 19 / 75 | 10  | Txiki Benegas   | Sostegno esterno (1985–1986)              |
| 1986             | 252.233 | 21,95% | 2°        | 19 / 75 | 0   | Txiki Benegas   | Coalizione                                |
| 1990             | 202.736 | 19,79% | 2°        | 16 / 75 | 3   | Ramón Jáuregui  | Opposizione (1990–1991)                   |
| 1990             | 202.736 | 19,79% | 2°        | 16 / 75 | 3   | Ramón Jáuregui  | Coalizione (1991–1994)                    |
| 1994             | 174.682 | 16,83% | 2°        | 12 / 75 | 10  | Ramón Jáuregui  | Coalizione (con EAJ-PNV ed EA; 1994–1998) |
| 1994             | 174.682 | 16,83% | 2°        | 12 / 75 | 10  | Ramón Jáuregui  | Opposizione (1998)                        |
| 1998             | 220.052 | 17,35% | 4°        | 14 / 75 | 2   | Nicolás Redondo | Opposizione                               |
| 2001             | 253.195 | 17,76% | 3°        | 13 / 75 | 1   | Nicolás Redondo | Opposizione                               |
| 2005             | 274.546 | 22,51% | 2°        | 18 / 75 | 5   | Patxi López     | Opposizione                               |
| 2009             | 318.112 | 30,36% | 2°        | 25 / 75 | 7   | Patxi López     | Governo                                   |
| 2012             | 212.809 | 18,89% | 3°        | 16 / 75 | 9   | Patxi López     | Opposizione                               |
| 2016             | 126.420 | 11,86% | 4°        | 9 / 75  | 7   | Idoia Mendia    | Coalizione (con EAJ-PNV)                  |
| 2020             | 122.248 | 13,52% | 3°        | 10 / 75 | 1   | Idoia Mendia    | Coalizione (con EAJ-PNV)                  |
| 2024             | 149.660 | 14,08% | 3°        | 12 / 75 | 2   | Eneko Andueza   |                                           |

### Corti Generali
| Corti Generali |                        |                        |                        |                        |                        |                  |                  |
| Elezioni       | Paesi Baschi           | Paesi Baschi           | Paesi Baschi           | Paesi Baschi           | Paesi Baschi           | Paesi Baschi     | Paesi Baschi     |
| Elezioni       | Congresso dei Deputati | Congresso dei Deputati | Congresso dei Deputati | Congresso dei Deputati | Congresso dei Deputati | Senato di Spagna | Senato di Spagna |
| Elezioni       | Voti                   | %                      | Posizione              | Seggi                  | Differenza             | Seggi            | Differenza       |
| 1977           | 267.897                | 26,48%                 | 2°                     | 7 / 21                 | —                      | 1 / 12           | —                |
| 1979           | 190.235                | 19,05%                 | 2°                     | 5 / 21                 | 2                      | 1 / 12           | 0                |
| 1982           | 348.620                | 29,16%                 | 2°                     | 8 / 21                 | 3                      | 5 / 12           | 4                |
| 1986           | 287.918                | 26,29%                 | 2°                     | 7 / 21                 | 1                      | 4 / 12           | 1                |
| 1989           | 233.650                | 21,11%                 | 2°                     | 6 / 21                 | 1                      | 5 / 12           | 1                |
| 1993           | 293.442                | 24,52%                 | 1°                     | 7 / 19                 | 1                      | 7 / 12           | 2                |
| 1996           | 298.499                | 23,67%                 | 2°                     | 5 / 19                 | 2                      | 5 / 12           | 2                |
| 2000           | 266.583                | 23.31%                 | 3°                     | 4 / 19                 | 1                      | 1 / 12           | 4                |
| 2004           | 339.751                | 27,22%                 | 2°                     | 7 / 19                 | 3                      | 5 / 12           | 4                |
| 2008           | 430.690                | 38,14%                 | 1°                     | 9 / 18                 | 2                      | 9 / 12           | 4                |
| 2011           | 255.013                | 21,55%                 | 3°                     | 4 / 18                 | 5                      | 2 / 12           | 7                |
| 2015           | 161.988                | 13,25%                 | 4°                     | 3 / 18                 | 1                      | 0 / 12           | 2                |
| 2016           | 164.255                | 14.23%                 | 3°                     | 3 / 18                 | 0                      | 0 / 12           | 0                |
| 2019 (Apr)     | 253.989                | 19,90%                 | 2°                     | 4 / 18                 | 1                      | 2 / 12           | 2                |
| 2019 (Nov)     | 227.396                | 19,21%                 | 2°                     | 4 / 18                 | 0                      | 2 / 12           | 0                |
| 2023           | 289.826                | 25,27%                 | 1°                     | 5 / 18                 | 1                      | 4 / 12           | 2                |

### Parlamento Europeo
| Parlamento Europeo |              |              |              |
| Elezioni           | Paesi Baschi | Paesi Baschi | Paesi Baschi |
| Elezioni           | Voti         | %            | Posizione    |
| 1987               | 204.522      | 19,05%       | 3°           |
| 1989               | 175.776      | 18,25%       | 3°           |
| 1994               | 165.063      | 18,26%       | 2°           |
| 1999               | 226.187      | 19,54%       | 3°           |
| 2004               | 199.341      | 28,23%       | 2°           |
| 2009               | 202.885      | 27,78%       | 2°           |
| 2014               | 105.043      | 13,81%       | 3°           |
| 2019               | 212.881      | 18,98%       | 3°           |